# Звандрыпш (станция)
Звандрыпш — железнодорожная станция в Гудаутском районе Абхазии.
По состоянию на лето 2016 года на станции производится техническая остановка поездов Сухум — Москва и Москва — Сухум.